# Hisingen
Hisingen ( PRONÚNCIA) é a quinta maior ilha da Suécia (depois de Gotlândia, Olândia, Orust e Södertörn-Nacka) e a segunda mais povoada de todas as ilhas do país.

Está situada na costa oeste da Suécia, e localizada em frente da cidade de Gotemburgo, da qual está separada pelo rio Göta .

Tem uma área de 192 km2 e uma população à volta das 169 072 pessoas (2022). 
É banhada pelos dois braços finais do rio Göta, o próprio rio a sul e o rio do Norte a norte, e ainda pelas águas do estreito do Categate a oeste. 
Hisingen faz parte da cidade de Gotemburgo, embora o Norte da ilha (75%) pertença à província histórica de Bohuslän e o Sul (25%) à província histórica de Västergötland.  Está ligada à terra firme por seis pontes rodoviárias, um túnel e duas pontes ferroviárias. 
O nome Hisingen é citado como Hising pela primeira vez na literatura islandesa do século XI. 
Pensa-se que significa "ilha separada da terra firme".

Durante séculos, Hisingen tem fornecido à cidade de Gotemburgo produtos agrícolas, terrenos industriais e espaço de expansão. Depois das crises económicas que levaram ao desaparecimento dos estaleiros, Hisingen voltou a estar em foco, com um grande aumentos de bairros habitacionais e de escritórios, materializando assim unificação das duas margens do rio na nova Älvstaden (cidade ribeirinha). 

## Freguesias administrativas
Até 2020, faziam parte de Hisingen 3 das 10 freguesias administrativas de Gotemburgo.
- Västra Hisingen
- Lundby
- Norra Hisingen

## Praças e locais importantes[11]
- Hjalmar Brantingsplatsen
- Backaplan
- Kvilletorget
- Vågmästareplatsen
- Wieselgrensplatsen
- Ättestupan
- Ramberget
- Keillers Park
- Frihamnen
- Museu da Volvo (Volvo Museum)
- Aeroporto de Säve
- Volvo Cars
- Hisingsparken (Parque de Hisingen)
- Svarte Mosse
- Lilleby
- Rya skog (Floresta de Rya)